# Várzeataggstjärt
Várzeataggstjärt (Cranioleuca muelleri) är en fågel i familjen ugnfåglar inom ordningen tättingar.

## Utseende
Várzeataggstjärten är en 14–15 cm lång brun taggstjärt med fjällig undersida. Den är roströd på hjässa, vingar och stjärt, med varmt mörkbrun rygg och övergump. På huvudet syns ett smalt ljust ögonbrynsstreck. Undersidan är vit med bruna fjäderspetsar på haka, strupe, bröst och buk som ger ett fjällat utseende. Benen är olivtonat gulgröna, medan näbben är svartaktig på övre näbbhalvan och skärgrå på undre, båda halvor ljusare mot spetsen. 

## Utbredning och status
Fågeln förekommer i nedre Amazonområdet i Brasilien samt Mexiana Island. IUCN kategoriserar arten som livskraftig.

## Namn
Fågelns vetenskapliga artnamn hedrar Lorenz Müller (1868–1953), en tysk herpetolog som samlade in typexemplaret. Várzea är en sorts säsongsvis översvämmad skog i Amazonområdet.